# Haupttruppführer
Haupttruppführer (en español: líder de tropa) fue un rango militar nacionalsocialista que existió entre los años de 1930 y 1945. haupttruppführer se usó principalmente como rango de las Sturmabteilung (SA), pero también fue utilizado por las Schutzstaffel (SS) en los primeros días de existencia de ese grupo.
Como rango de las SA, haupttruppführer se creó a partir del mucho más antiguo título de truppführer de los Freikorps. haupttruppführer fue considerado un rango jerárquico de mayor rango, por debajo del primer puesto de oficial de sturmführer. Un haupttruppführer se desempeñaba como oficial superior de los regimientos de las SA, conocido como Standarten, y el rango era el equivalente aproximado al de sargento mayor. haupttruppführer se tradujo como "líder de tropa principal" y fue considerado senior en el rango de obertruppführer.
Entre 1930 y 1934, haupttruppführer también se usó como un rango de las SS y fue ocupado por oficiales superiores no comisionados de las SS de la misma manera que la posición fue utilizada dentro de las SA. En 1934, haupttruppführer fue abolido como rango de las SS y cambió su nombre por SS-sturmscharführer.
La insignia original para haupttruppführer consistía en dos pines en el cuello y una raya plateada, centrada en un parche de collar. Después de 1932, debido a una expansión del sistema de clasificación SA y SS, la insignia se modificó para mostrar dos franjas plateadas. Algunos registros nacionalsocialistas tempranos también se refieren al rango como trupphauptführer.

## Insignia

Parche de cuello del NSKK
Parche de cuello de la OT
Parche de cuello de las SA